# Henry Marc Brunel
Henry Marc Brunel (27 de junio de 1842 - 7 de octubre de 1903) fue un ingeniero civil británico, hijo de Isambard Kingdom Brunel y nieto de Marc Isambard Brunel, ambos famosos ingenieros británicos de origen francés. Entre sus trabajos más destacables figuran el proyecto de ingeniería y la obra del Puente de la Torre de Londres, así como los pioneros estudios geotécnicos del fondo marino que demostraron la viabilidad de la construcción de un túnel bajo el Canal de La Mancha.

## Biografía
Henry Marc Brunel nació en Westminster, Londres, en 1842. Era el segundo hijo del ingeniero Isambard Kingdom Brunel y de Elizabeth Mary Horsley Decidió seguir los pasos de su padre y de su abuelo al convertirse en ingeniero civil. Asistió al King's College de Londres de 1859 a 1861, tras lo que adquirió experiencia en ingeniería civil al completar varios aprendizajes. Junto con Sir John Hawkshaw, intervino en el desmantelamiento del puente de Hungerford (que había proyectado su padre), lo que permitió que las cadenas se emplearan para completar el puente colgante de Clifton en Bristol.
Actor aficionado, se convirtió en miembro de las Sociedades Dramáticas Científicas y para Aficionados, y también contribuyó a la biografía de su padre escrita por su hermano.
Sus restos descansan en el cementerio de Kensal Green de Londres, donde también están enterrados su padre, su abuelo y otros miembros de su familia.

## Realizaciones
Con sus primeros trabajos, Brunel sentó las bases del diseño del futuro túnel bajo el Canal de la Mancha, período en el que inventó un procedimiento de investigación geológica que todavía se usa en la actualidad. En 1866, llevó a cabo un estudio geológico del fondo del estrecho partiendo de Dover, utilizando un perforador por gravedad que inventó para este propósito. El sacatestigos por gravedad permite a los investigadores muestrear y estudiar las capas sedimentarias del fondo del océano. Consta de un tubo abierto con un peso de plomo y un mecanismo de activación que libera el tomamuestras de su cable de suspensión cuando se alcanza el lecho marino y un pequeño peso toca el fondo. Gracias a estos estudios, Henry Marc Brunel comprobó que el afloramiento calcáreo era continuo en el fondo del estrecho, demostrando así la viabilidad de construir un túnel excavado bajo el Canal de la Mancha.
A partir de 1878 trabajó en colaboración con Sir John Wolfe Barry, con quien diseñó el puente ferroviario de Blackfriars (Londres) y, tras la muerte de Sir Horace Jones, se hizo cargo de la construcción de uno de los puentes más famosos del mundo, el puente de la Torre de Londres que cruza el río Támesis en el centro de la City. Sus otros trabajos incluyen los muelles de Barry en el sur de Gales y el puente de Creagan, un viaducto ferroviario sobre el estrecho de Loch Creran en Escocia.
Al igual que su padre, Henry Brunel también diseñó un barco a motor, el SS Chauncy Maples, que se construyó en Glasgow en 1899 y se transportó por tierra al lago Nyasa en África, donde sirvió durante más de cien años como hospital flotante, siendo la embarcación motorizada más antigua que ha navegado en África.

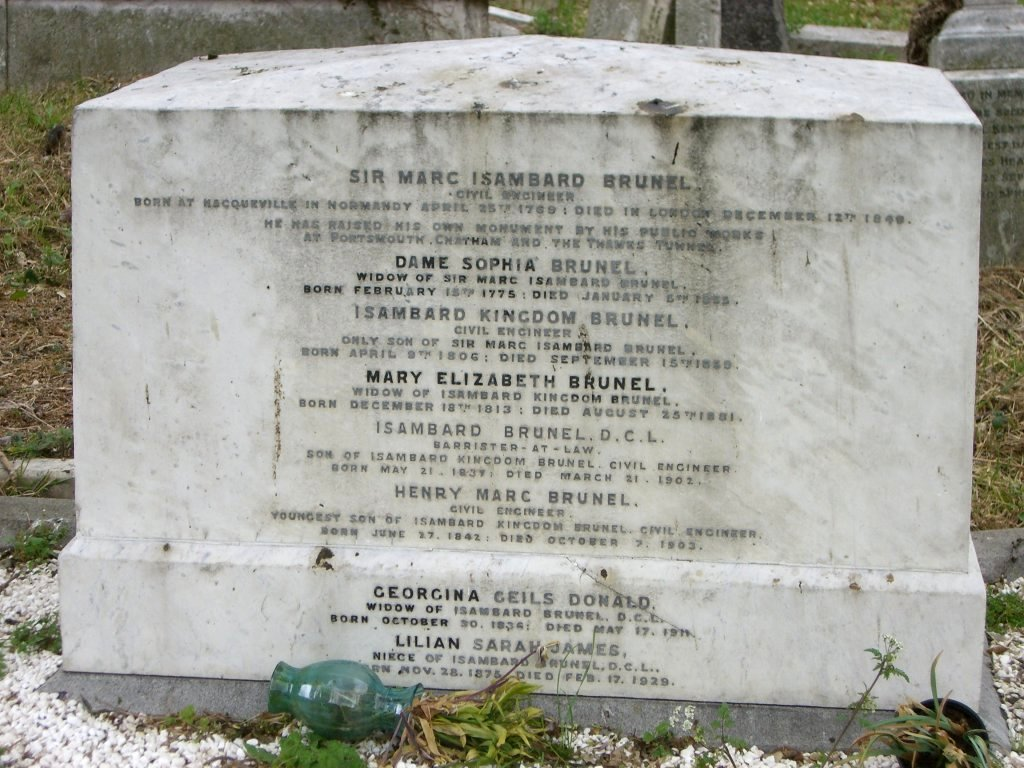
Tumba de la familia Brunel en el cementerio londinense de Kensal Green